# Río Mascún
El río Mascún es un río español, afluente del río Alcanadre, que es a su vez afluente del río Cinca. Se encuentra en la provincia de Huesca, en Aragón, en el Parque natural de la Sierra y Cañones de Guara.

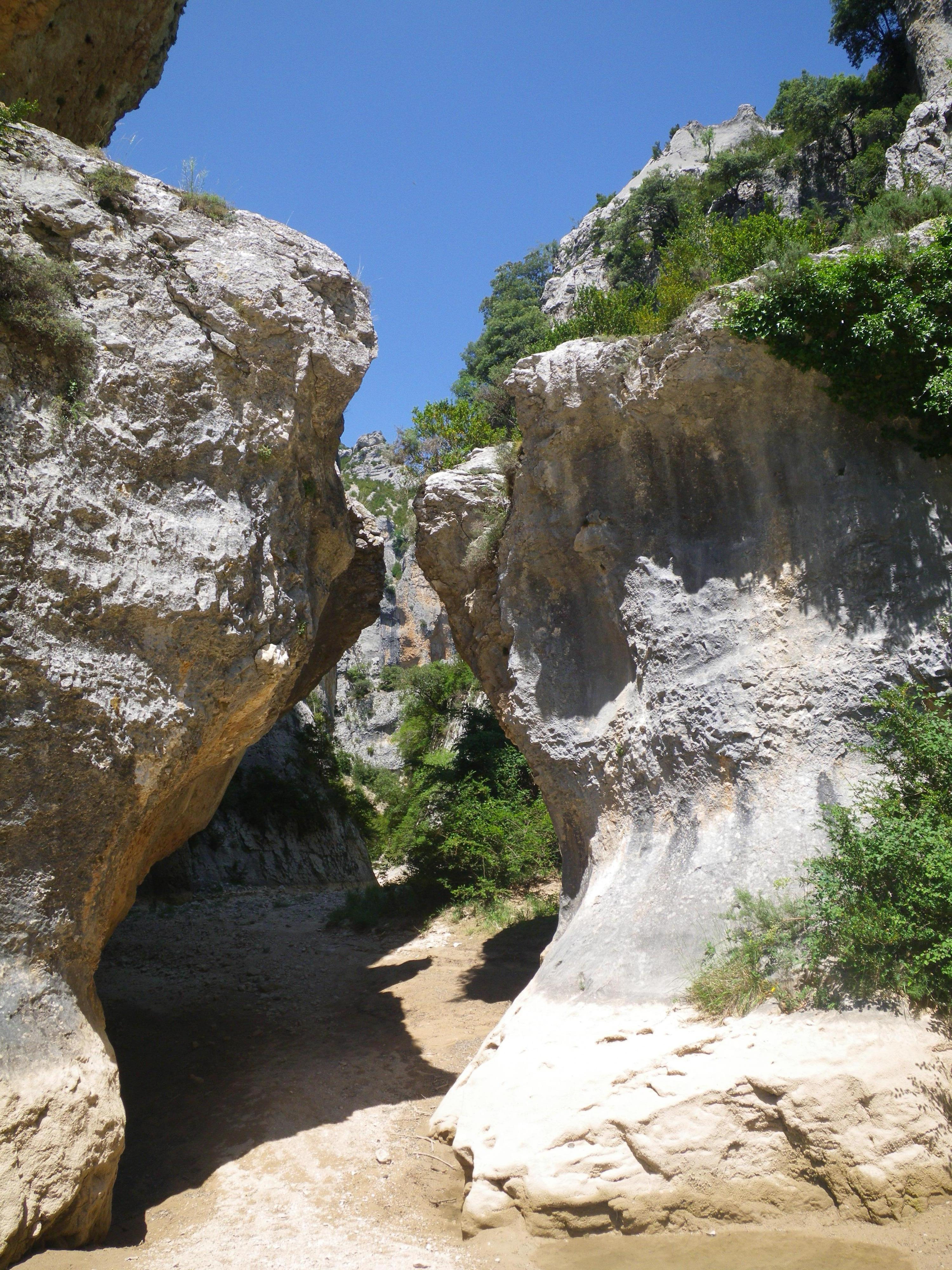
El Beso, en el río Mascún, en periodo seco, en el mes de junio

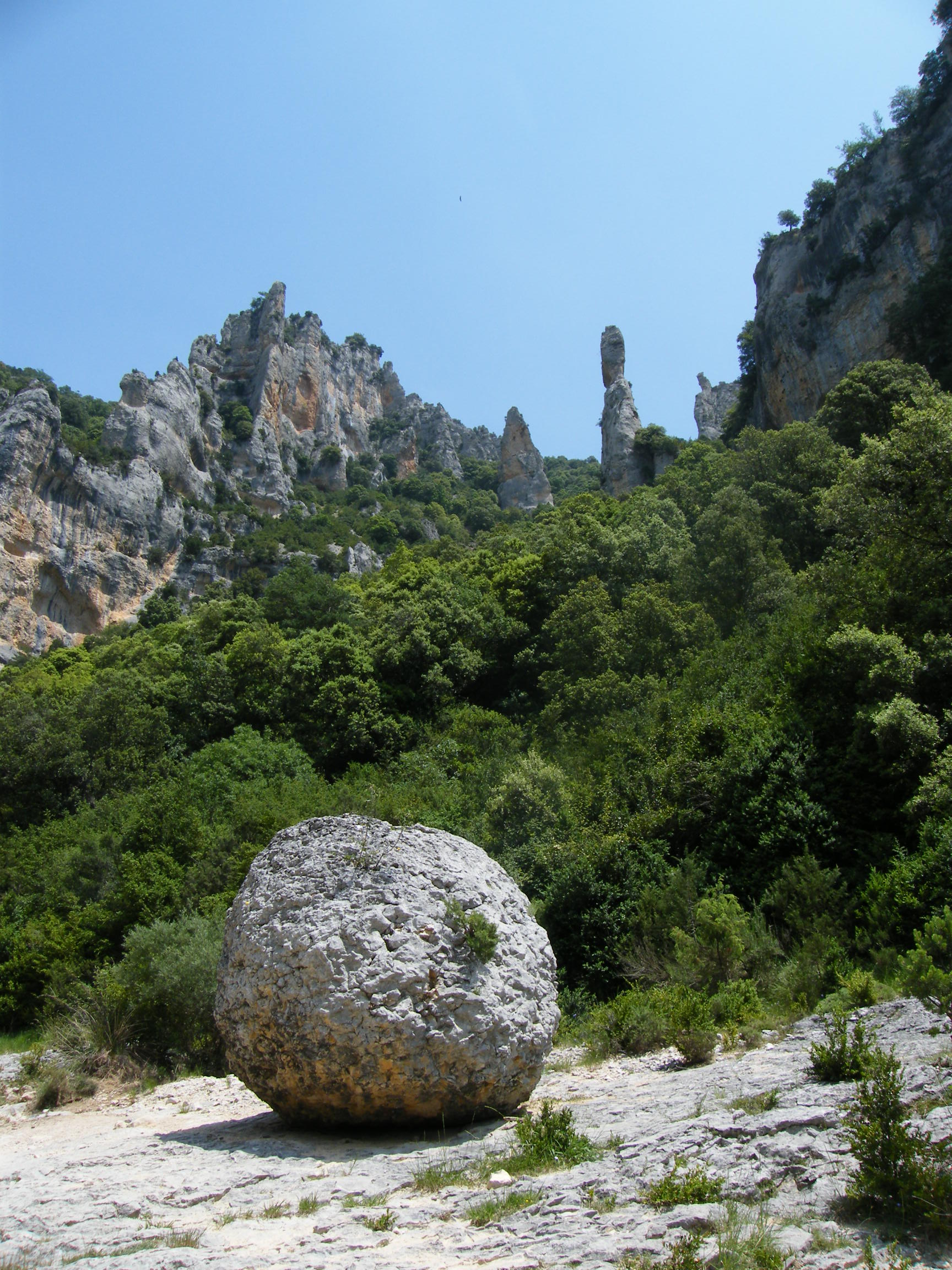
La Bola del real, en el río Mascún

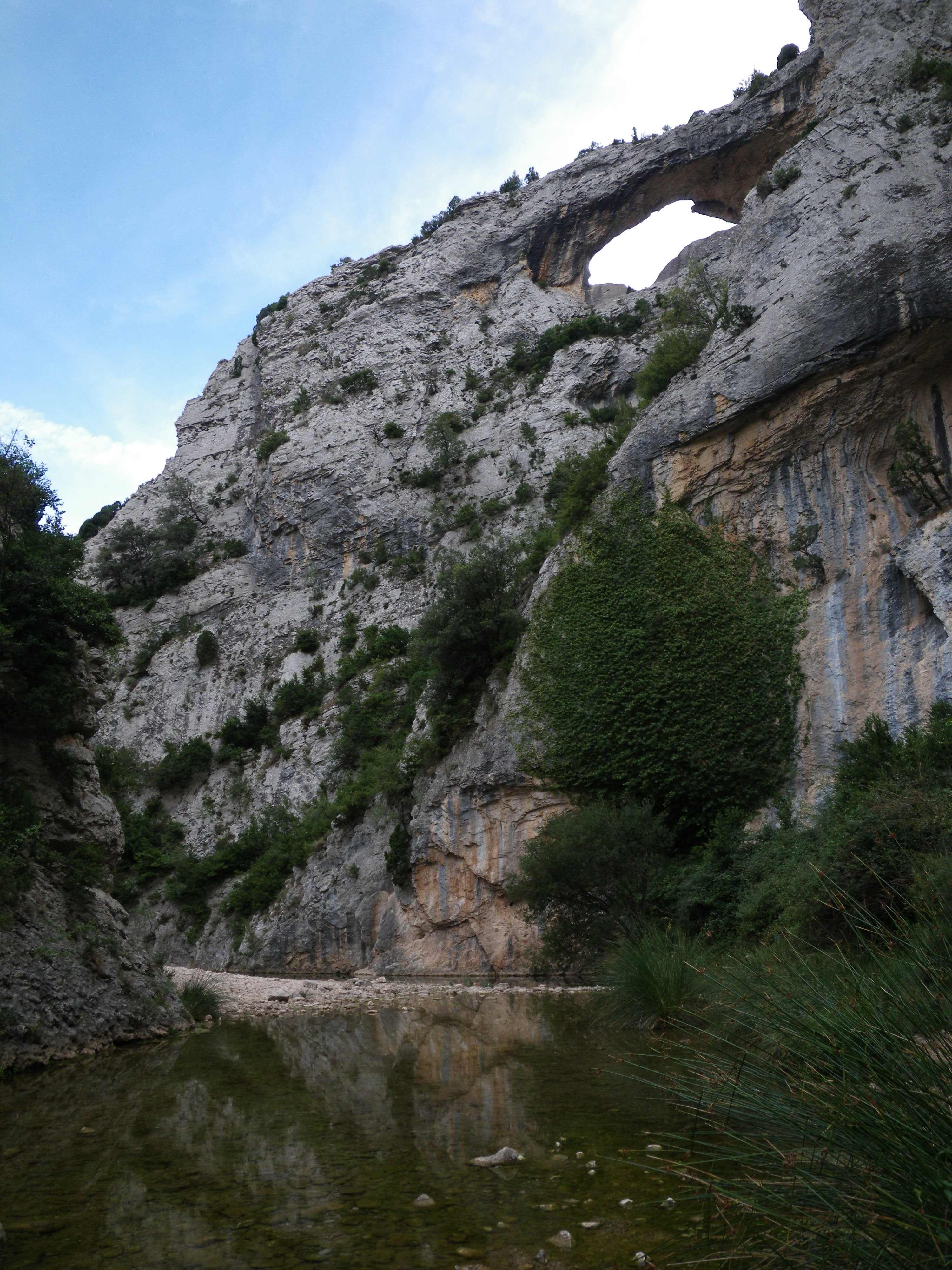
El Delfín, por encima de la surgencia del Mascún

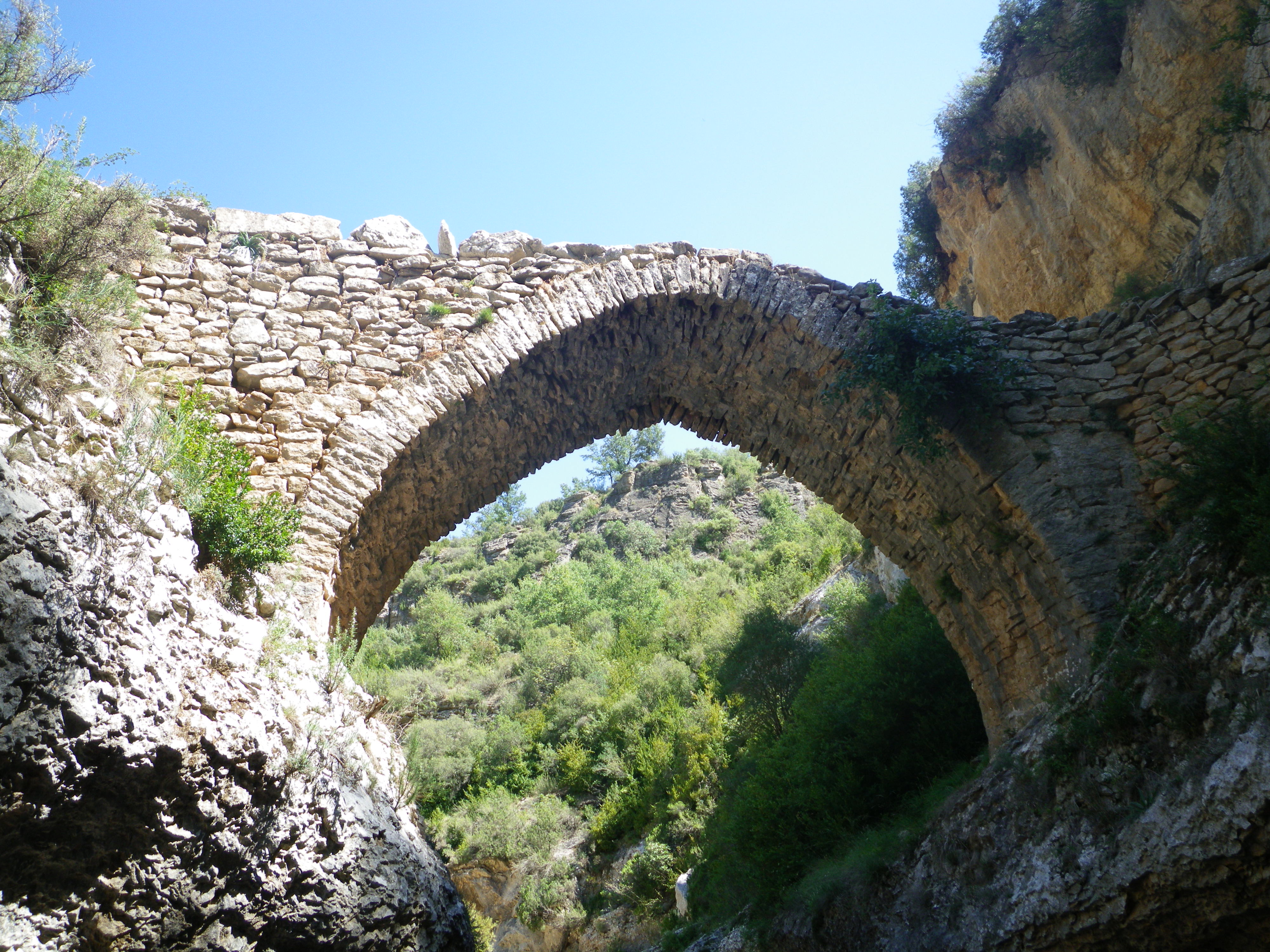
El Puente Coda, o de las Cabras, por donde se accede a Rodellar en el Mascún inferior

El caudal del río Mascún no es constante, a pesar de que esporádicamente puede adquirir una gran envergadura, de ahí que se le llame también barranco de Mascún. Este barranco es muy conocido por los practicantes del barranquismo, ya que, además de la espectacularidad del cañón propio, hay otro barrancos que desembocan en su valle y realzan su belleza.
En periodo árido se secan especialmente los tramos entre el Saltador de las Lañas y la Surgencia de Mascún, y entre el Caos de los Cazadores (Bozo de la Palomera) y el Puente de las Cabras o Puente Coda, cerca de su confluencia con el Alcanadre.

## Recorrido
El Mascún nace de la confluencia de dos barrancos, el de San Lázaro y el de San Póliz, al sur del pueblo abandonado de San Póliz o Hipólito, a unos 1000 m de altitud, y entre los pueblos también abandonados de Letosa y Bagüeste, al paso del GR-1. San Lázaro, hacia el oeste, y San Póliz, hacia el norte, rodean el escarpe de La Fabosa, de 1261 m. En la cima nace el seco Forofión, que abastece, cuando llueve, el San Lázaro, pasando por la fuente de La Fabosa y haciendo un giro de 180 grados. El San Póliz nace a 1093 m, al sur de la Pardina de Albás.

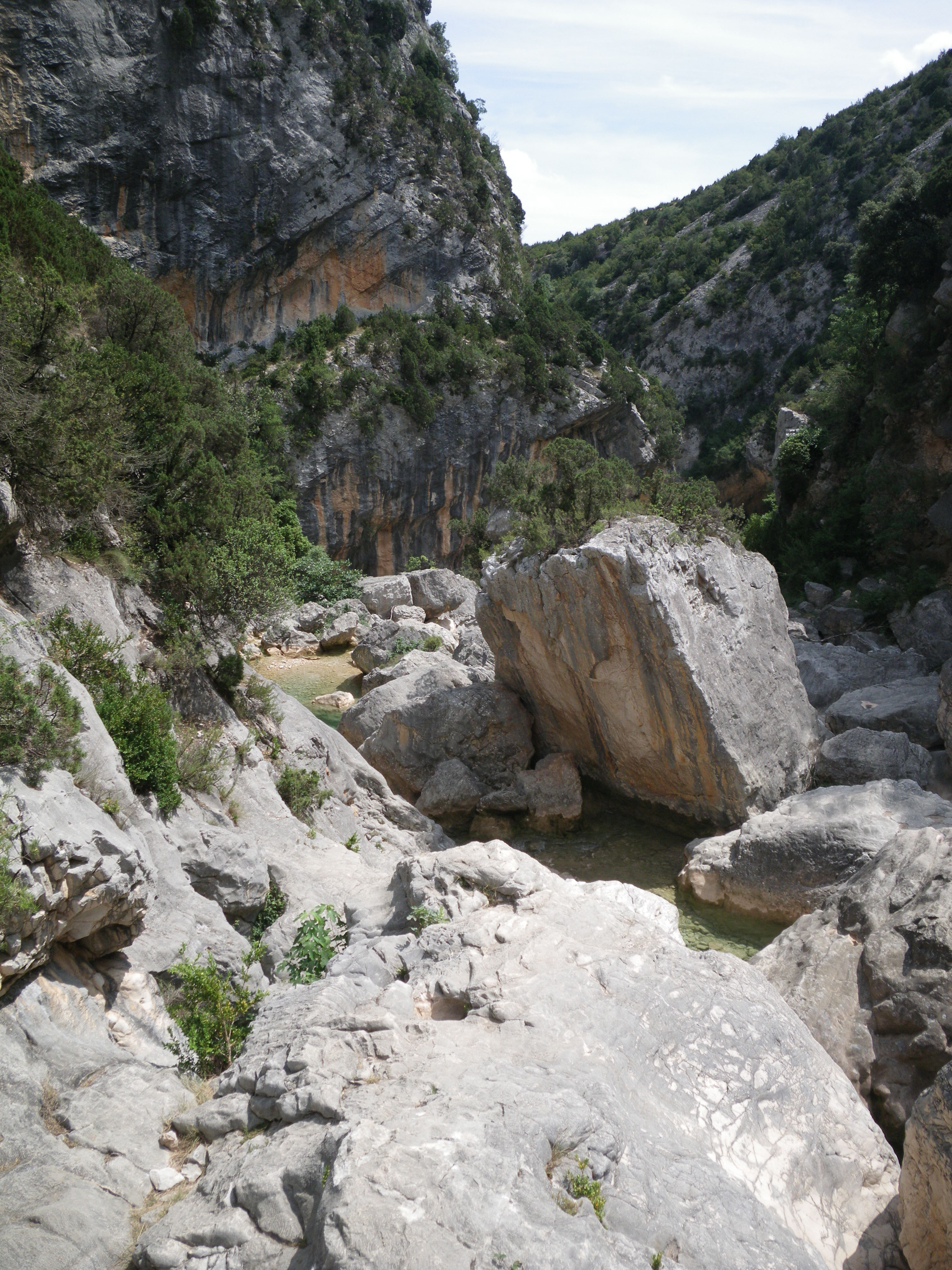
Los Bozos de Palomera, en el tramo inferior del Mascún

### Mascún superior
El río empieza a internarse entre montañas a partir de las ruinas del molino de Letosa, para encontrar a unos 500 m, el Saltador de las Lañas, que consta de varias pozas escalonadas que en conjunto tienen una altura de unos 30 m. Se puede acceder por la parte inferior o por la parte superior, siempre desde el pueblo abandonado de Otín (donde hay dos robles centenarios famosos), que se encuentra al oeste del río, a unos 1020 m y al que se puede acceder en coche desde Rodellar. Si se accede desde arriba, hay que seguir hasta Letosa por la parte superior del cañón y luego el camino del río que pasa por el molino de Letosa. En el salto, hay que usar cuerdas, ya que la primera cascada tiene 8 m de altura. El agua en las pozas o badinas tiene un acentuado color turquesa debido a la disolución de la roca caliza. Por la parte inferior, desde Otín, hay que descender por un camino de vértigo hasta el río, unos 150 m por debajo.
Después del Saltador, quedan unos 4,5 km de barranco y unos 230 m de desnivel hasta encontrar una salida del barranco. Dejando a la izquierda el barranco de las Lañas, se encuentran las cascadas de Peña Guara, que forman una bella piscina, y enseguida, a la derecha, el barranco de Raisín o Raisen, con sus espectaculares cornisas. A continuación vienen los Oscuros de Otín, el tramo conocido como Mascún Superior, las dos rocas conocidas como el Beso, el barranco de Otín, también a la derecha, y el caos de la Fuente del Onso. Luego vienen varios fenómenos geológicos: la roca llamada La Pipa, otra, redonda, llamada el Bolo del Real, y tras pasar un tramo recto y cómodo, a la derecha del cauce, la aguja rocosa conocida como La Cuca de Bellostas, y a su lado, la peña de La Ciudadela. Enfrente, a la izquierda del cauce, las Puntas de Cagatés. Tras este tramo se encuentra una pista que baja hasta el río y que asciende por la Costera de Otín hasta este pueblo por la derecha del río, que mantiene una profundidad de 300 m respecto a las montañas que lo rodean. La Peña Picarda, a la izquierda, tiene 1169 m.

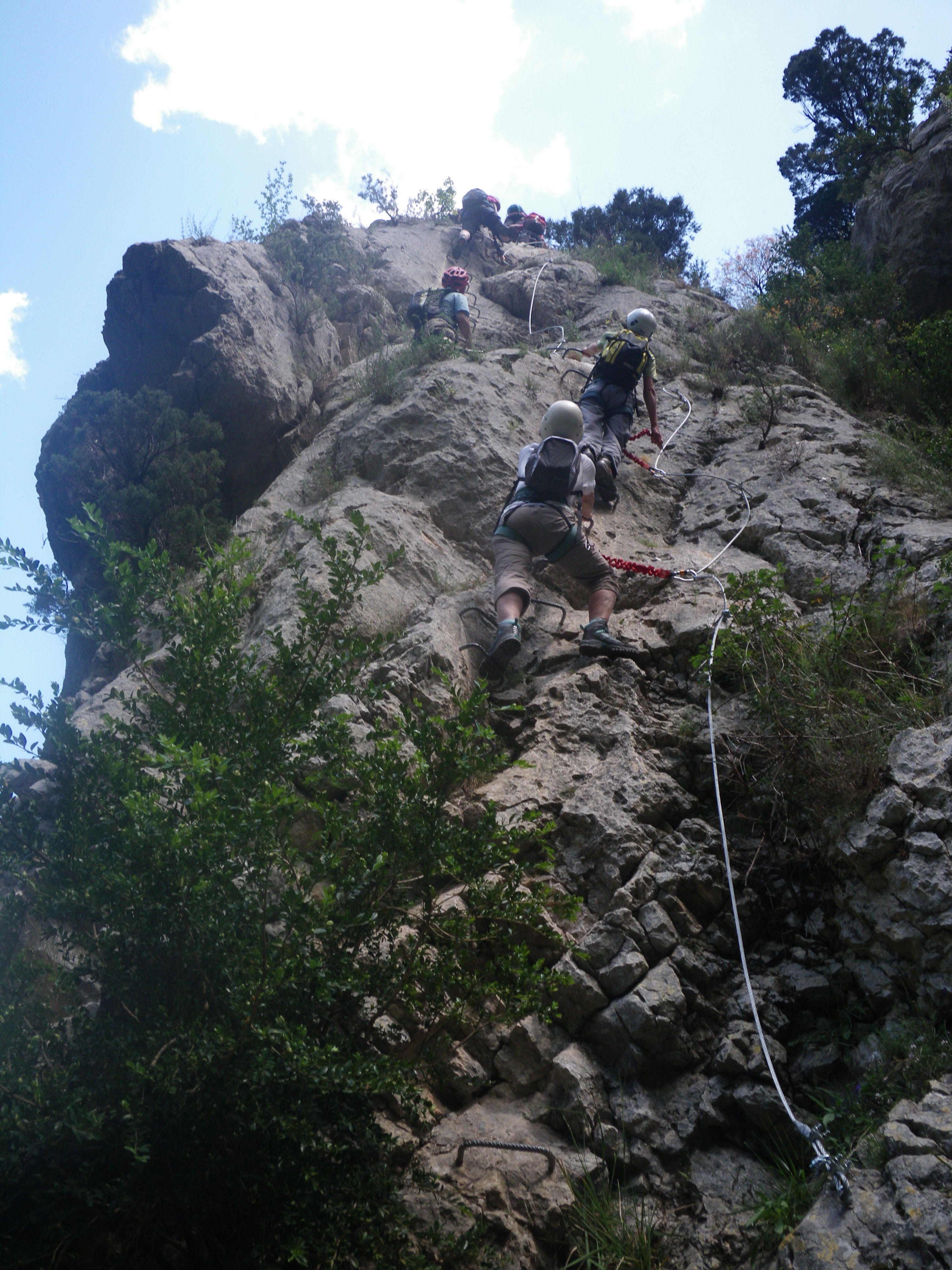
Vía ferrata Espolón de la Virgen del Castillo

Después de un tramo conocido como Mascún Inferior, el río llega a la fuente o surgencia del Mascún, situada bajo una pared rocosa en la que destaca una cavidad llamada La Ventana, o el Delfín, por su similitud con este animal. Esta es una zona propicia para los aficionados a la escalada. Bajo el Delfín, un camino lleva a la Pardina Seral, al Barrasil o a la Losa Mora, otro da paso a una vía ferrata que sube a la ermita de la Virgen del Castillo. Desde aquí, siguen el barranco de la Virgen, con poza, la subida a los ventanales del Mascún, el abrigo del Camino o de Palomera, donde hay pinturas rupestres, el Picón del Cuervo, la Cueva Palencia y por fin, el caos de los Bozos de Palomera, bajo el pueblo de Rodellar. Por encima, se halla la cueva de los Cazadores y, en el río, el Puente Coda, desde donde se accede al pueblo.